# Kulig (film)
Kulig – polska krótkometrażowa komedia muzyczna z 1968 roku w reżyserii Stanisława Kokesza. Zdjęcia kręcono w lutym 1968 roku w Zakopanem. Akcja toczyła się m.in. w willi „Witkiewiczówka”, a w nagraniu wzięły udział konie ze Stada Ogierów w Bogusławicach. 
Fabuła opowiada historię roztargnionego turysty (Bogumił Kobiela), który zostaje zabrany przez rozśpiewany kulig. Wśród jego uczestników są czołowi wykonawcy polskiego bigbitu.
Premiera filmu miała miejsce w Telewizji Polskiej w dniu 31 grudnia 1968 roku.

## Piosenki wykorzystane w filmie
- Ada Rusowicz:
  - Za daleko mieszkasz miły
- Maryla Rodowicz:
  - Jeszcze zima
  - Śnieg na trzy pas
  - Trzy, może nawet cztery dni...
- Alibabki:
  - Śnieżek sypnął
- Niebiesko-Czarni i Wojciech Korda:
  - Ja i ty i noc
  - Raz ją spotkałem
- Skaldowie:
  - Na wirsycku
  - Śpiewam bo muszę
  - Z kopyta kulig rwie

## Obsada
- Bogumił Kobiela - roztargniony turysta
- Maryla Rodowicz
- Ada Rusowicz
- Wojciech Korda
- Alibabki
- Skaldowie
- Niebiesko-Czarni